# Discografie van Phil Keaggy
Dit is een lijst met officiële publicaties van Phil Keaggy, een Amerikaanse akoestische en elektrische gitarist en zanger.

## Studioalbums
- 1973: What a Day
- 1976: Love Broke Thru
- 1977: Emerging Phil Keaggy Band, heruitgegeven op cd in 2000 als Re-Emerging min één nummer plus vier nieuwe
- 1978: The Master and the Musician, instrumentaal album, later heruitgegeven op cd met bonustrack. Een 30-jarig jubileumeditie werd uitgebracht in 2008 en bevatte een bonusschijf met alternatieve opnamen en een interview.
- 1980: Ph'lip Side, uitgebracht in twee versies (één nummer verschillend en in verschillende volgorde)
- 1981: Town to Town
- 1982: Play thru Me
- 1983: Underground, later heruitgegeven op cd met bonustracks en andere trackvolgorde
- 1985: Getting Closer!, later heruitgegeven op cd met een andere tracksequentie en bonusmateriaal
- 1986: Way Back Home, (origineel)
- 1987: The Wind and the Wheat, instrumentaal album
- 1988: Phil Keaggy and Sunday's Child
- 1990: Find Me in These Fields
- 1991: Beyond Nature, instrumentaal album
- 1993: Revelator, zes nummers tellende ep-preview van het album Crimson and Blue, met verkorte en uitgebreide versies van John the Revelator
- 1993: Crimson and Blue
- 1994: Blue
- 1994: Way Back Home, (heruitgave) 1994, zwaar herziene versie van het album uit 1986
- 1995: True Believer
- 1996: Acoustic Sketches, instrumentaal album
- 1996: 220, instrumentaal album
- 1997: On the Fly, instrumentaal album
- 1998: Phil Keaggy
- 1999: Premium Jams, dubbel instrumentaal album
- 1999: Music to Paint By: Still Life, instrumentaal album
- 1999: Music to Paint By: Electric Blue, instrumentaal album
- 1999: Music to Paint By: Splash, instrumentaal album
- 1999: Music to Paint By: Brushstrokes, instrumentaal album
- 1999: Majesty and Wonder, Kerstalbum
- 1999: An Angel's Christmas, Kerstalbum
- 2000: Inseparable, uitgebracht in een versie met twee schijven (21 tracks) en later in het jaar als een enkele schijf (17 tracks)
- 2000: Uncle Duke, teksten oorspronkelijk geschreven als poëzie door Keaggys oom Dave 'Duke' Keaggy
- 2000: Zion
- 2000: Lights of Madrid, instrumentaal album
- 2001: Cinemascapes, instrumentaal album
- 2001: In the Quiet Hours, instrumentaal album
- 2002: Hymnsongs, instrumentaal album
- 2003: Freehand (Acoustic Sketches II), akoestisch instrumentaal album
- 2003: Special Occasions
- 2004: It's Personal, teksten oorspronkelijk geschreven als poëzie door Keith Moore
- 2005: Uncle Duke, heruitgave van Uncle Duke, met bonusmateriaal
- 2006: Jammed!, instrumentaal album. Selecties en remixen van Premium Jams met bonusmateriaal.
- 2006: Roundabout, instrumentaal album
- 2006: Dream Again
- 2006: Two of Us, instrumentaal album met Mike Pachelli
- 2007: Acoustic Cafe, In de eerste plaats een album met covers, waarvan er vele duetten zijn. Gastvocalisten zijn onder andere Randy Stonehill.
- 2007: The Song Within, akoestisch instrumentaal album
- 2008"Phantasmagorical: Master and Musician 2, instrumentaal album
- 2009: Welcome Inn, Kerstalbum
- 2009: Frio Suite, instrumentaal album met Jeff Johnson
- 2010: Inter-Dimensional Traveler, instrumentaal album. Het album is het debuutproject van The Phil Keaggy Trio, een groep bestaande uit Keaggy, toetsenist Jack Giering en Glass Harp-drummer John Sferra.
- 2010: Songs for Israel, bevat Randy Stonehill, Bob Bennett en Buck Storm
- 2011: Cosmic Rumpus, instrumentaal album. Het album is het tweede project van The Phil Keaggy Trio maar nu gecrediteerd als The Jack Giering Trio, een groep bestaande uit Keaggy, toetsenist Jack Giering en Glass Harp-drummer John Sferra.
- 2012: Live from Kegworth Studio
- 2012: The Cover of Love
- 2012: WaterSky, instrumentaal album met Jeff Johnson
- 2014: Infinity Unleashed, instrumentaal album. Het album is het derde project van The Phil Keaggy Trio maar nu gecrediteerd als John Sferra Trio, een groep bestaande uit Keaggy, toetsenist Jack Giering en drummer John Sferra.
- 2016: All at Once, via een Kickstarter campagne.

## Livealbums
- 2006: Phil Kägi, set met twee schijven uit de Swiss Tour 2006 (alleen publicatie in Zwitserland)

Met 2nd Chapter of Acts en A Band Called David
- 1977: How the West Was One

Met Randy Stonehill
- 2005: Together Live!

Compassion All-Star Band
- 1988: 1 By 1 (One by One) Live!. Naast Keaggy heeft de band Margaret Becker (zang, gitaar), Randy Stonehill (zang, gitaar), John Andrew Schreiner (keyboards, zang), Rick Cua (bas, zang), Mike Mead (drums, percussie) en Joe English (drums, percussie, zang).

Met Glass Harp
- 1997: Live at Carnegie Hall. Dit concert was oorspronkelijk opgenomen in 1971, maar bleef tot 1997 in de kluizen. Het nummer Do Lord verscheen op Keaggy's verzamelalbum Time: 1970-1995 voorafgaand aan de officiële publicatie van Live at Carnegie Hall.
- 2000: Strings Attached, (dubbelalbum). Deze collectie bevat ook live-versies van verschillende Keaggy-solo-nummers zoals From the Beginning, Chalice, Inseparable, John the Revelator, True Believer, Shades of Green, Overture (for Guitar and Orchestra) en Tender Love.
- 2004: Stark Raving Jams, (drievoudig album). Bevat live versies van Keaggy's solomateriaal zoals Salvation Army Band (vermeld als SAB Jam) en Nothing But the Blood of Jesus.
- Glass Harp Live at the Beachland Ballroom 11.01.08'.

## Compilaties
- 1987: Prime Cuts, Alleen Britse versie. Bevat geselecteerde nummers van Keaggy's albums uit 1980-85
- 1989: The Best of Keaggy: The Early Years 1973-1978, (ongeoorloofde vrijgave)
- 1995: Time 1: 1970-1995
- 1995: Time 2: 1970-1995
- 2001: What Matters. Deze compilatie van negen nummers is grotendeels gebaseerd op de albums Phil Keaggy en Crimson and Blue. Tell Me How You Feel van Sunday's Child is ook opgenomen, evenals het nieuwe nummer What Matters. Het album is exclusief geproduceerd en uitgebracht voor de International Bible Society.
- 2003: History Makers
- 2006: Happy Valentine's Day. Deze uitgave in beperkte oplage toonde verschillende liefdesliedjes die Phil in de loop der jaren had opgenomen.

## Soundtrack albums
- 2012: Southern Girls, uit de film uit 2012 van Carl Jackson. Beschikbaar om (alleen) te downloaden van iTunes en Amazon. De film en de soundtrack bevatten een verzameling eerder uitgebracht Keaggy-materiaal.

## Op tribute albums
- 1992: No Compromise: Remembering the Music of Keith Green, Diverse artiesten. Keaggy draagt achtergrondzang bij aan Russ Taffs vertolking van Your Love Broke Through. Keaggy had eerder zijn eigen versie van het nummer opgenomen voor zijn album Love Broke Thru uit 1976
- 1994: Strong Hand of Love: A Tribute to Mark Heard, Diverse artiesten. Keaggy draagt bij aan een opname van Heard's I Always Do, een nummer dat in 1988 voor het eerst op zijn album Phil Keaggy and Sunday's Child stond.
- 1996: Orphans of God, Diverse artiesten. Dit is een tweede eerbetoonalbum aan Mark Heard. Keaggy zingt en speelt op een remake van Everything is All Right. Keaggy nam oorspronkelijk het nummer op voor zijn album Phil Keaggy and Sunday's Child uit 1988.
- 1998: The Jesus Record, Rich Mullins & A Ragamuffin Band. Keaggy vertolkt All the Way to Kingdom Come.
- 2001: Coming Up! A Tribute to Paul McCartney, Diverse artiesten. Keaggy zingt en speelt op een coverversie van Somedays, een nummer dat McCartney oorspronkelijk opnam voor zijn album Flaming Pie uit 1997.
- 2002: Making God Smile: A Tribute to Beach Boy Brian Wilson, Diverse artiesten. Keaggy zingt en speelt op een coverversie van Good Vibrations.
- 2003: Come Together: America Salutes The Beatles, Diverse artiesten. Keaggy en PFR werken samen voor een remake van We Can Work It Out
- 2004: Full Circle: A Celebration of Songs and Friends, Charlie Peacock. Een verzameling Charlie Peacock-nummers die opnieuw zijn opgenomen door verschillende artiesten. Keaggy en Bela Fleck geven instrumentale ondersteuning aan de zang van Sarah Groves op In the Light.
- 2005: A Musical Tribute To C.S. Lewis, Diverse artiesten. Keaggy nummer Addison's Walk van Beyond Nature
- 2006: Life is Precious: A Tribute to Wes King, Diverse artiesten. Keaggy draagt bij aan een weergave van Getting Used to the Darkness.
- 2006: Yesterday: A Tribute to John Lennon and Paul McCartney, met Pat Coil en Mark Douthit. Keaggy zingt en speelt gitaar op And I Love Her.

## Andere samenwerkingen
- 1977: The Courts of the King: The Worship Music of Ted Sandquist. Worship  muziekalbum met artiesten Nedra Talley, Ted Sandquist, Lynn Nichols, Phil Madeira, Terry Anderson en The Love Inn Company
- 1982: 25 Songs of Christmas, Diverse artiesten. Bevat Keaggy's instrumentale versie van We Three Kings.
- 1983: Exercise for Life, Diverse artiesten. Album van Stormie Omartian. Keaggys nummer Just a Moment Away inbegrepen.
- 1985: C.A.U.S.E. (Christian Artists United to Save the Earth), Diverse artiesten. Keaggy heeft samen met vele andere christelijke artiesten bijgedragen aan het maken van audio- en video-opnamen van het nummer Do Something Now
- 1985: Fight the Fight: Rescue the Unborn, Diverse artiesten
- 1988: Shake: Christian Artists Face the Music, Diverse artiesten. Interviews, songs en fragmenten met artiesten van het Myrrh-label.
- 1989: Our Hymns, Diverse artiesten. Keaggy draagt een cover bij van O God Our Help in Ages Past.
- 1990: Our Christmas, Diverse artiesten. Keaggy zingt een duet met Kim Hill op God Rest Ye Merry Gentlemen. Hill arrangeerde de song ook.
- 1991: The Rock Revival: Feeling the Spirit, Vol. 1, Diverse artiesten. Bevat het werk van Keaggy met Paul Clark aan Listen Closely en Song of Love met Keaggy, Paul Clark, Mike Burhart, John Mehler en Jay Truax.
- 1993: New Young Messiah, Diverse artiesten. Keaggy speelt het instrumentale Pastorale.
- 1996: Love Songs for a Lifetime-30 Great Love Songs, Diverse artiesten. Keaggy zingt What A Wonder You Are met Michele Pillar.
- 1997: Sing Me to Sleep, Daddy, Diverse artiesten. Keaggy vertolkt Brahms' Lullaby.
- 1998: Surfonic Water Revival. Keaggy speelt gitaar op Surfer's Paradise en California Blue.
- 2000: Seize the Day and Other Stories, Carolyn Arends. Keaggy voegt elektrische gitaar toe aan het concert Go with God.[3]
- 2001: The Prayer of Jabez Music: a Worship Experience, Diverse artiesten. Keaggy en Geoff Moore werken samen voor het duet Touch of Greatness.
- 2002: City on a Hill: Sing Alleluia, Diverse artiesten. Keaggy speelt gitaar op The Lord's Prayer en zingt op Communion.
- 2004: One, Neal Morse. Keaggy heeft een gitaarsolo tijdens de nummers The Creation en The Separated Man en zingt een duet met Neal op het nummer Cradle to the Grave.
- 2004: His Passion (the Christ): Remembering the Sacrifice, Diverse artiesten. Keaggy zingt een versie van het oude spirituele Were You There When They Crucified My Lord.
- 2004: Behold the Lamb of God, Andrew Peterson en diverse artiesten
- 2005: Sweet Dreams and Starry Nights, Diverse artiesten. Keaggy vertolkt Brahms' Lullaby.
- 2006: Christmas Treasures, Diverse artiesten. Keaggy draagt bij aan akoestische instrumentale versies van Coventry Carol en In the Bleak Midwinter.
- 2009: Resurrection Worship, Diverse artiesten. Keaggy droeg bij aan het nummer He is Risen.
- 2009: CPR 3, Various Artists. Keaggy draagt bij aan een opnieuw opgenomen versie van het nummer Passport. De originele versie verschijnt op Keaggy's album Sounds uit 1995.
- 2013: Far Away from Everyday, Brad Hoyt. Keaggy droeg bij aan het nummer "Look Inside".

## Met The Squires
- 1966: Unofficial Demo
- 1966: Official Demo; opgenomen bij United Audio studios
- 1966: Batmobile (single), I Don't Care (B-kant) (Penguin Records)

## Met The New Hudson Exit
- 1967: Waiting For Her (single), Come Met Me (B-kant) (Date Records)

## Met Glass Harp
Singles
- 1969: Where Did My World Come From?, B-kant: She Told Me

Albums
- 1970: Glass Harp
- 1971: Synergy
- 1972: It Makes Me Glad
- 1977: Song in the Air (compilatiealbum)
- 1997:Live at Carnegie Hall
- 2000: Strings Attached
- 2003: Hour Glass
- 2004: Stark Raving Jams
- 2010: Glass Harp Live At The Beachland Ballroom 11.01.08

## Samenwerkende werken
Met Muriel Anderson
- 2003: Uncut Gems, met bijdragen van de speciale gast Stanley Jordan.

Met Mike Pachelli
- 2006: Two of Us (Groovemasters Volume 10) (Solid Air)

Met Jeff Johnson
- 2009: Frio Suite
- 2012: WaterSky
- 2015: WinterSky Live
- 2019: Cappadocia

Met Tyler Bender Band
- 2009: The Rain

Met Randy Stonehill
- 2005: Together Live!
- 2009: Mystery Highway

Met Scott Dente and Wes King
- 1997: Invention

Met Jerry Marotta and Tony Levin
- 2019: The Bucket List

Met Rex Paul
- 2019: Illumination

## Geselecteerde lijst met sessiewerk
- 1974: Nancy Honeytree, The Way I Feel
- 1974: Joe Vitale, Roller Coaster Weekend
- 1974: Paul Clark & Friends, Come Into His Presence
- 1975: 2nd Chapter of Acts, In the Volume of the Book
- 1975: Nancy Honeytree, Evergreen
- 1975: Paul Clark & Friends, Good To Be Home
- 1977: John Fischer, Inside
- 1978, 1980: 2nd Chapter of Acts, The Roar of Love
- 1978: Nedra Talley, Full Circle
- 1979: Matthew Ward, Toward Eternity
- 1979: Michael and Stormie Omartian, Seasons of the Soul
- 1980: Michael and Stormie Omartian, The Builder
- 1981: Andraé Crouch, Don't Give Up
- 1981: Paul Clark, A New Horizon
- 1982: John Mehler, Bow and Arrow
- 1982: Michele Pillar, Michele Pillar
- 1982: Paul Clark, Drawn To The Light
- 1983: Mylon LeFevre, More
- 1984: Randy Stonehill, Celebrate This Heartbeat
- 1985: Jamie Owens-Collins, A Time For Courage
- 1985: Paul Clark, Out Of The Shadow
- 1986: Greg X. Volz, The River Is Rising. Keaggy speelt gitaar op Hold On to the Fire
- 1987: Twila Paris, Same Girl
- 1988: Mark Farner, Just Another Injustice
- 1988: Randy Stonehill, Can't Buy A Miracle
- 1988: Sheila Walsh, Say So
- 1988: Tim Miner, I Know You Think You Know
- 1988: Tony Guerrero, Tiara
- 1989: Phil and John, Don't Look Now...It's The Hallelujah Brothers
- 1990: Bruce Carroll, The Great Exchange. Keaggy speelt gitaar op Living in the Pages
- 1991: David Mullen, Faded Blues. Keaggy speelt gitaar op After the Hurricane
- 1991: Twila Paris, Sanctuary
- 1992: Michael Card, The Word. Keaggy speelt akoestische gitaar op A Valley Of Dry Bones
- 1992: Michael Card, Joy In the Journey. Keaggy speelt akoestische gitaar op So Many Books
- 1992: Amy Grant,  Home for Christmas. Keaggy speelt akoestische gitaar op O Come All Ye Faithful
- 1994: Love Song, Welcome Back
- 1994: Randy Stonehill, Lazarus Heart
- 1995: John Sferra, Northbound
- 1998: Carman, Mission 3:16. Keaggy speelt gitaar op Surf Mission
- 1998: Michael W. Smith, Christmastime. O Christmas Tree een instrumentaal duet met Michael W. Smith op piano en Keaggy op akoestische en elektrische gitaren.
- 1999: Phil Madeira, 3 Horseshoes
- 2001: Steve Bell, Waiting for Aidan, elektrische gitaar op Jesus My Glory en Somebody's Gotta Pay
- 2001: Kirk Whalum, The Christmas Message. Keaggy speelt gitaar op het titelnummer.
- 2001: Cheri Keaggy, Let's Fly
- 2002: Randy Stonehill, Edge of the World That's the Way It Goes, We Were All So Young
- 2002: Michael Card, Scribbling in the Sand: The Best of Michael Card. Keaggy speelt akoestische gitaar op The Poem of Your Life.
- 2003: David Wilcox, Into the Mystery
- 2003: P.O.D., Payable on Death, Revolution en Eternal
- 2003: Dispatch, All Points Bulletin
- 2004: Neal Morse, One. Elektrische gitaarsolo in The Creation om 8:25, akoestische gitaarsolo in The Man's Gone (reprise), 2e leadzang op Cradle to the Grave.
- 2004: Kim Hill, Real Christmas. Keaggy begeleid Hill op God Rest Ye Merry Gentlemen
- 2004: Sara Groves, Station Wagon
- 2004: Frisk Luft, I'll Never Find Another You. Keaggy voert Son of Man en I'll Never Find Another You uit.
- 2005: David Wilcox, Out Beyond Ideas
- 2005: Nancy Honeytree, Call of the Harvest
- 2005: Braddigan, Watchfires. Keaggy speelt leadgitaar op diverse nummers.
- 2005: Ajalon, On the Threshold of Eternity
- 2012: The Sunrise, We Have Not Heard. Keaggy is te horen op verschillende nummers.
- 2012: Micky Dolenz, Remember
- 2013: Jason Truby, Passages. Keaggy speelt gitaar op New Creation
- 2014: James Shepard, Always. Keaggy produceert twee song op dit album album.
- 2015: Jean Watson, Christmas...Not The Way It Seems. Keaggy speelt gitaar op Do You Hear What I Hear?
- 2015: Jean Watson, Steady My Gaze. Keaggy speelt gitaar op diverse nummers
- 2015: Jerry Goskill, Love & Scars
- 2016: The Key of David, A Different Dream
- 2016: Union of Sinners and Saints, Union of Sinners and Saints
- 2017: Neal Morse, Morsefest "2015" Question Mark and Sola Scriptura
- 2018: Jean Watson, Sacred. Gastoptreden door Keaggy

## Video's
- 2004: Phil Keaggy in Concert: St. Charles IL (dvd)
- 2004: Philly Live! (dvd)
- 2005: Phil Keaggy and Randy Stonehill: Together Live! (dvd)
- 2005: Electric Guitar Style (instructieve dvd)
- 2005: Acoustic Guitar Style (instructieve dvd)
- 2006: Glass Harp LIVE Circa '72 (dvd)
- 2008: The Master & the Musician: 30 Years Later Tour (dvd)

Keaggy verschijnt ook op de video All Star Guitar Night Concert van Muriel Anderson in 2000. De twee gitaristen werken samen voor een uitvoering van Tennessee Morning van Keaggys album 220. Keaggy begeleidt Michael Card op The Poem of Your Life in Cards concertvideo Scribbling in the Sand: The Best of Michael Card uit 2002.